# Stari Grad (Užice)
Hrad Užice (v srbské cyrilici Ужички Град, Užički Grad), známý též jako Stari Grad, je středověká pevnost nacházející se na vysokém strmém útesu nad městem Užice v západním Srbsku. Po staletí ležel v ruinách, ale v posledních letech prochází rozsáhlou rekonstrukcí. První fáze, obnova citadely (Horního města), byla dokončena na konci roku 2023 a pevnost byla znovu zpřístupněna návštěvníkům.
Pevnost je příkladem typické středověké srbské architektury a je chráněna jako kulturní památka velkého významu.

## Historie

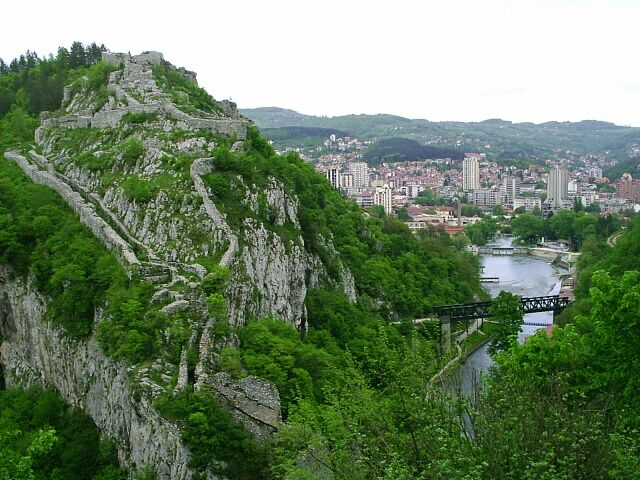
Pohled na hrad, v pozadí město Užice.

Pevnost byla postavena pravděpodobně v druhé polovině 14. století rodem Vojinovićů za účelem ochrany města Užice a obchodní cesty, která vedla údolím řeky Đetinja a spojovala Moravské Srbsko s Bosnou. Nejdříve byla sídlem Vojislava Vojinoviće a později jeho synovce Nikoly Altomanoviće.
Nejvýznamnější událost v historii pevnosti se odehrála v listopadu 1373, kdy spojené síly knížete Lazara, bosenského bána Tvrtka I. a uherského krále Ludvíka I. Velikého oblehly Nikolu Altomanoviće v pevnosti. Po krátkém obléhání se Altomanović vzdal, byl oslepen a jeho rozsáhlá území si vítězové rozdělili mezi sebou.
Po dobytí Osmany si pevnost zachovala svůj vojenský význam. Byla osídlena až do roku 1862, kdy ji turecká posádka opustila na základě dohody s knížetem Michalem Obrenovićem. Následně byla na začátku roku 1863 úmyslně vyhozena do povětří, aby nemohla být dále vojensky využívána.

## Rekonstrukce
Po desetiletích chátrání byl zahájen rozsáhlý projekt rekonstrukce s cílem zachovat pevnost a zpřístupnit ji veřejnosti.
- První fáze: Zahrnovala kompletní obnovu citadely, tedy Horního města. Práce, které zahrnovaly konzervaci zdí, archeologický výzkum a vybudování stezek a vyhlídky, byly dokončeny v říjnu 2023.[1]
- Druhá fáze: Pokračuje obnova Středního města, se zvláštním zaměřením na rekonstrukci Vodní věže (Vodena kula), dominantní šestipatrové stavby uvnitř hradeb.[3]

V plánu je i kompletní obnova Dolního města, čímž bude celý komplex pevnosti navrácen k životu.